# Parijs-Roubaix 2004
De 102de editie van Parijs-Roubaix werd gehouden op 11 april 2004. De wedstrijd werd gewonnen door Magnus Bäckstedt, voor Tristan Hoffman en Roger Hammond.

## Verloop
In de finale reden er 21 renners met voorsprong op het peloton, waaronder alle favorieten. Met nog zestig kilometer te gaan viel Jaan Kirsipuu aan. Hij pakte dertig seconden en werd toen ingehaald door Johan Museeuw. Deze twee werden weer teruggehaald door de groep der favorieten en vervolgens probeerden Frank Høj en Léon van Bon weg te komen. Binnen enkele kilometers werden zij echter ook weer gegrepen.
Op de beroemde kasseienstrook Carrefour de l'Arbre probeerde Museeuw een aantal keer te demarreren. Uiteindelijk bleef hij over samen met Magnus Bäckstedt, Roger Hammond, Tristan Hoffman, Fabian Cancellara en George Hincapie. Met nog zes kilometer tot de finish kreeg Museeuw een lekke band, waardoor hij kansloos was voor de overwinning. Hincapie was al eerder gelost en dus kwamen vier koplopers aan in de Vélodrome André Pétrieux. Backstedt won de sprint, voor Hoffman, Hammond en Cancellara.
Johan Museeuw, die zijn laatste Parijs-Roubaix reed, en Peter Van Petegem kwamen hand in hand over de finish terwijl ze applaus kregen van alle mensen in het Vélodrome.

## Uitslag
| Parijs-Roubaix 2004 |                   |                      |          |
| Plaats              | Naam              | Ploeg                | Tijd     |
| Winnaar             | Magnus Bäckstedt  | Alessio-Bianchi      | 6u40'26" |
| 2                   | Tristan Hoffman   | Team CSC             | z.t.     |
| 3                   | Roger Hammond     | MrBookmaker-Palmans  | z.t.     |
| 4                   | Fabian Cancellara | Fassa Bortolo        | z.t.     |
| 5                   | Johan Museeuw     | Quickstep-Davitamon  | + 17"    |
| 6                   | Peter Van Petegem | Lotto-Domo           | z.t.     |
| 7                   | Léon van Bon      | Lotto-Domo           | + 29"    |
| 8                   | George Hincapie   | US Postal Service    | z.t.     |
| 9                   | Tom Boonen        | Quick-Step-Davitamon | z.t.     |
| 10                  | Frank Høj         | Team CSC             | z.t.     |

1896 · 
1897 · 
1898 · 
1899 · 
1900 · 
1901 · 
1902 · 
1903 · 
1904 · 
1905 · 
1906 · 
1907 · 
1908 · 
1909 · 
1910 · 
1911 · 
1912 · 
1913 · 
1914 · 
1915 · 
1916 · 
1917 · 
1918 · 
1919 · 
1920 · 
1921 · 
1922 · 
1923 · 
1924 · 
1925 · 
1926 · 
1927 · 
1928 · 
1929 · 
1930 · 
1931 · 
1932 · 
1933 · 
1934 · 
1935 · 
1936 · 
1937 · 
1938 · 
1939 · 
1940 · 
1941 · 
1942 · 
1943 · 
1944 · 
1945 · 
1946 · 
1947 · 
1948 · 
1949 · 
1950 · 
1951 · 
1952 · 
1953 · 
1954 · 
1955 · 
1956 · 
1957 · 
1958 · 
1959 · 
1960 · 
1961 · 
1962 · 
1963 · 
1964 · 
1965 · 
1966 · 
1967 · 
1968 · 
1969 · 
1970 · 
1971 · 
1972 · 
1973 · 
1974 · 
1975 · 
1976 · 
1977 · 
1978 · 
1979 · 
1980 · 
1981 · 
1982 · 
1983 · 
1984 · 
1985 · 
1986 · 
1987 · 
1988 · 
1989 · 
1990 · 
1991 · 
1992 · 
1993 · 
1994 · 
1995 · 
1996 · 
1997 · 
1998 · 
1999 · 
2000 · 
2001 · 
2002 · 
2003 · 
2004 · 
2005 · 
2006 · 
2007 · 
2008 · 
2009 · 
2010 · 
2011 ·
2012 · 
2013 ·
2014 ·
2015 ·
2016 ·
2017 ·
2018 ·
2019 ·
2020 · 
2021 · 
2022 · 
2023 · 
2024 · 
2025